# П'єро Сіколі
П’єро Сіколі (нар. 1954) — італійський астроном і першовідкривач 43 малих планет, який проводив спостереження в астрономічній обсерваторії Сормано в Італії. Як координатор обсерваторії, він відповідав за розрахунок близьких прольотів навколоземних об'єктів, обчислення орбіт та ідентифікацію астероїдів. Обсерваторія спеціалізується на дослідженні та відстеженні навколоземних об'єктів. 
На честь науковця названо астероїд 7866 Сіколі з сім'ї Ніси, відкритий Едвардом Бовеллом на станції Андерсон-Меса у 1982 році. 

## Публікації
- "The orbit of (944) Hidalgo", British Astron. Assoc. Jnl., (1990, M. Cavagna, P. Sicoli)
- "Future Earth Approaches of (4179) Toutatis", Minor Planet Bulletin, (1992, M. Cavagna, P. Sicoli)
- "Earth Close Approaches of Minor Planet (7482) 1994 PC1", Minor Planet Bulletin, (1997, P. Sicoli)
- "Asteroid and Planet Close Encounters", Minor Planet Bulletin, (1999, F. Manca, P. Sicoli)
- "Monitoring Hazardous Objects", Proceedings of the Third Italian Meeting of Planetary Science, (2000, F. Manca, P. Sicoli)
- "Giuseppe Piazzi and the Discovery of Ceres", Asteroids III, (2002, G. Fodera' Serio, A. Manara, P. Sicoli)
- "Planetary Close Encounters", Proceedings of the Fourth Italian Meeting of Planetary Science, (2002, F. Manca, P. Sicoli)
- "Killed by a meteorite?", Mercury, (2003, P. Sicoli, C.J. Cunningham)
- "Identification of asteroids and comets: methods and results", Proceedings of the X National Conference on Planetary Science. (2011, F. Manca, P. Sicoli, and A. Testa)